# Xinachapan de Allende
Xinachapan de Allende är en ort i Mexiko.   Den ligger i kommunen Huitzilan de Serdán och delstaten Puebla, i den sydöstra delen av landet, 160 km öster om huvudstaden Mexico City. Xinachapan de Allende ligger 1 106 meter över havet och antalet invånare är 431.
Terrängen runt Xinachapan de Allende är kuperad åt nordost, men åt sydväst är den bergig. Terrängen runt Xinachapan de Allende sluttar norrut. Runt Xinachapan de Allende är det ganska tätbefolkat, med 129 invånare per kvadratkilometer. Närmaste större samhälle är Olintla, 14,9 km norr om Xinachapan de Allende. I omgivningarna runt Xinachapan de Allende växer huvudsakligen savannskog.